# 뉴스 & 이슈
《뉴스 & 이슈》는 평일 오후 4시 50분에 텔레비전으로 방송되었던 MBN의 저녁 뉴스쇼 프로그램이다.

## 앵커
- 한성원 (남)

## 역대 앵커
- 김은혜 (여)

## 방송 시간
- 2014년 9월 22일 ~ 2016년 일자 미상 : 오후 4시 40분 ~ 저녁 6시 10분
- 2016년 일자 미상 ~ 2017년 6월 30일 : 오후 4시 30분 ~ 저녁 6시
- 2017년 7월 1일 ~ 2019년 12월 13일 : 오후 4시 50분 ~ 저녁 6시 10분